# Neoraja stehmanni
Neoraja stehmanni là một loài cá thuộc họ Rajidae. Đây là loài đặc hữu của Nam Phi. Nơi sống tự nhiên của chúng là vùng biển mở.